# Haílton Corrêa de Arruda
Haílton Corrêa de Arruda   (Recife, 26 d'abril de 1937 - Rio de Janeiro, 8 d'abril de 2025) va ser un futbolista brasiler. Va formar part de l'equip brasiler a la Copa del Món de 1966.